# Gualtieri VI di Brienne
Gualtieri VI di Brienne, duca d'Atene (Brienne, 1304/1305 – Poitiers, 19 settembre 1356), è stato un nobile francese, la cui vita si divise tra la Grecia, la Francia e l'Italia. Portò i titoli di Conte di Brienne, di Conversano e di Lecce, nonché quello solo nominale di Duca d'Atene, che fu però quello col quale divenne celebre.

## Biografia

### Giovinezza e ascesa
Gualtieri nacque dal conte Gualtieri V di Brienne e da Giovanna di Châtillon († nel 1354), figlia del conte di Porcien, connestabile del re di Francia Filippo IV. Dopo la morte del padre, avvenuta durante la battaglia di Halmyros del 1311, ne ereditò i titoli nobiliari; di fatto però i suoi possedimenti in Grecia furono in larga parte puramente nominali, tranne che per quelli stabiliti sulle città di Argo e Nauplia. Per quasi tutta la vita cercò di ristabilire il dominio della sua famiglia su Atene contro la Compagnia Catalana, ma senza successo. Dagli anni quaranta si spostò in Italia e in Francia, lasciando la Signoria di Argo e Nauplia alla cura di suoi subalterni.

### Matrimonio
Nel dicembre del 1325 nella cattedrale di Brindisi sposò Margherita, figlia di Filippo I di Taranto e nipote del re Roberto I di Napoli, un matrimonio strategico che rafforzava la sua presenza in Italia meridionale. Presso la corte degli angioini fu appuntato come vicario di Carlo di Calabria, carica che esercitò per pochi mesi nel 1326.

### Campagna greca
Nel 1331, con l'appoggio di Roberto di Napoli e di papa Giovanni XXII salpò per la Grecia in una crociata per la riconquista di Atene. In quella campagna riconquistò Arta al despota Giovanni Orsini, ma non riuscì a prendere Atene per via dell'intervento dei veneziani, che si erano alleati con i catalani. Il suo unico figlio Gualtieri VII morì durante questa campagna.

### Podestà di Firenze
Dopo essere stato per alcuni anni in Francia, dopo la morte della moglie (1340) tornò in Italia (1342) chiamato dai ceti alti di Firenze che, preoccupati per la crisi economica iniziata nel 1343, in seguito al mancato rimborso dei prestiti fatti ad Edoardo III d'Inghilterra dai banchieri cittadini, e disperati per le strenue lotte tra guelfi e ghibellini, avevano deciso da alcuni anni di affidare la città a un podestà a condizione che fosse straniero e quindi non legato ad alcuna fazione cittadina. Sebbene l'incarico di Gualtieri fosse inizialmente a scadenza, i ceti bassi di Firenze spinsero affinché fosse nominato signore a vita, favorevolmente impressionati dalle sue prime iniziative.

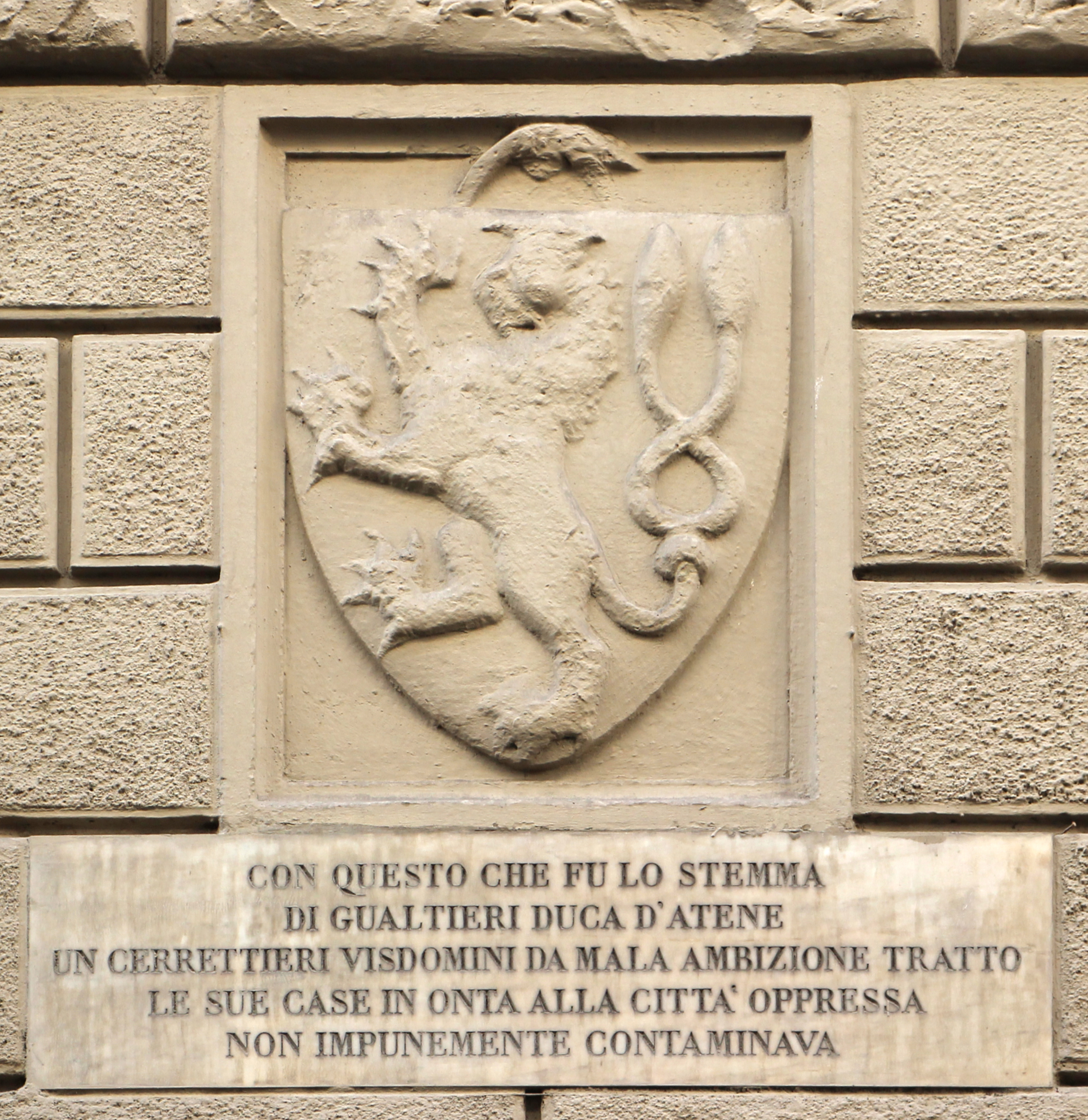
Targa con stemma del Duca d'Atene e lapide che ricorda la "mala ambizione" di un cittadino che lo sostenne, Firenze, via de' Calzaiuoli.

Il governo di Gualtieri divenne presto contraddistinto da dispotismo, ignorando e opponendosi agli interessi della ricca classe mercantile che gli aveva permesso di prendere il potere, e trovando supporto nelle residue forze delle antiche famiglie feudatarie già provate dagli esili e dalle lotte dei decenni precedenti. Impose delle drastiche misure economiche correttive, tese a rimediare al forte debito pubblico, istituendo l'"estimo" e le "prestanze" forzate, delle somme di denaro che i più ricchi dovevano corrispondere in prestito al governo a condizioni molto svantaggiose. Restituì a Pistoia alcuni territori che erano stati acquisiti nel 1329. Iniziò un ingrandimento di Palazzo Vecchio verso via della Ninna, rafforzandone il carattere di fortificazione.

### Cacciata da Firenze
Sebbene dal punto di vista della crisi finanziaria le misure si rivelassero utili, dall'altra parte irritarono a tal punto i fiorentini che, solo dieci mesi dopo la sua nomina, congiurarono per liberarsi di lui.
Minacciato di eliminazione fisica, rassegnò il potere e fuggì dalla città il 26 luglio 1343, giorno di Sant'Anna. La cacciata del Duca d'Atene rimase un episodio "mitologico" nella storia cittadina, descritto con viva partecipazione nella Nova Cronica di Giovanni Villani e raffigurato in affreschi da Andrea Orcagna. Alcuni episodi efferati riguardarono il linciaggio o l'esecuzione di alcuni suoi collaboratori abbandonati dal Duca in città. Per ringraziare sant'Anna le venne dedicata la chiesa di Orsanmichele e l'attuale chiesa di San Carlo dei Lombardi.

### Ultimi anni e morte
Rifugiatosi in Francia si risposò nel 1343 con Giovanna di Brienne, figlia di Raoul I di Brienne, conte d'Eu, ma non ebbe eredi. Diventato connestabile di Francia nel 1356, morì quello stesso anno durante la battaglia di Poitiers. I suoi titoli passarono a sua sorella Isabella di Brienne e poi alla nipote di quest'ultima, Maria d'Enghien.
A Firenze rimase sempre noto semplicemente come il Duca d'Atene, e fu citato anche nella novella settima del secondo giorno del Decameron di Boccaccio.
Niccolò Tommaseo incentrò sugli ultimi giorni della sua signoria fiorentina il racconto storico Il Duca d'Atene, pubblicato una prima volta a Parigi nel 1837, e successivamente, nel 1858, a Milano. A lui si devono in Puglia una serie di committenze architettoniche tra cui la Chiesa di Santa Croce, e soprattutto urbanistiche come la rifondazione di Roca sull'Adriatico. A Firenze si deve a lui lo spiazzo di Piazza della Signoria e l'ampliamento di parte di Palazzo Vecchio.

## Ascendenza
|                                            |                                     |                                                              | Genitori                                       |  |  | Nonni |  |  | Bisnonni                       |  |  | Trisnonni                       |  |
|                                            |                                     |                                                              |                                                |  |  |       |  |  | Gualtieri IV, conte di Brienne |  |  | Gualtieri III, conte di Brienne |  |
|                                            |                                     |                                                              |                                                |  |  |       |  |  | Gualtieri IV, conte di Brienne |  |  | Gualtieri III, conte di Brienne |  |
|                                            |                                     | Maria Albina d'Altavilla                                     |                                                |  |  |       |  |  | Gualtieri IV, conte di Brienne |  |  |                                 |  |
| Ugo, conte di Brienne                      |                                     |                                                              |                                                |  |  |       |  |  | Gualtieri IV, conte di Brienne |  |  |                                 |  |
|                                            |                                     | Maria di Cipro                                               | Ugo I, re di Cipro                             |  |  |       |  |  |                                |  |  |                                 |  |
|                                            |                                     | Maria di Cipro                                               | Ugo I, re di Cipro                             |  |  |       |  |  |                                |  |  |                                 |  |
|                                            |                                     | Maria di Cipro                                               | Alice di Champagne                             |  |  |       |  |  |                                |  |  |                                 |  |
| Gualtieri V, conte di Brienne              |                                     | Maria di Cipro                                               |                                                |  |  |       |  |  |                                |  |  |                                 |  |
|                                            |                                     | Guido I de la Roche, duca di Atene                           | Ottone de la Roche, duca di Atene              |  |  |       |  |  |                                |  |  |                                 |  |
|                                            |                                     | Guido I de la Roche, duca di Atene                           | Ottone de la Roche, duca di Atene              |  |  |       |  |  |                                |  |  |                                 |  |
|                                            |                                     | Guido I de la Roche, duca di Atene                           | Isabella/Elisabetta                            |  |  |       |  |  |                                |  |  |                                 |  |
| Isabella de la Roche                       |                                     | Guido I de la Roche, duca di Atene                           |                                                |  |  |       |  |  |                                |  |  |                                 |  |
|                                            |                                     | Agnese di Cicon, baronessa di Caristo                        | Guido di Cicon, barone di Caristo              |  |  |       |  |  |                                |  |  |                                 |  |
|                                            |                                     | Agnese di Cicon, baronessa di Caristo                        | Guido di Cicon, barone di Caristo              |  |  |       |  |  |                                |  |  |                                 |  |
|                                            |                                     | Agnese di Cicon, baronessa di Caristo                        | …                                              |  |  |       |  |  |                                |  |  |                                 |  |
| Gualtieri VI, conte di Brienne             |                                     | Agnese di Cicon, baronessa di Caristo                        |                                                |  |  |       |  |  |                                |  |  |                                 |  |
|                                            | Gualtiero IV di Châtillon-Saint-Pol | Guido II di Châtillon, conte di Saint-Pol                    |                                                |  |  |       |  |  |                                |  |  |                                 |  |
|                                            | Gualtiero IV di Châtillon-Saint-Pol | Guido II di Châtillon, conte di Saint-Pol                    |                                                |  |  |       |  |  |                                |  |  |                                 |  |
|                                            | Gualtiero IV di Châtillon-Saint-Pol | Agnese II di Donzy, contessa di Nevers, d'Auxerre e Tonnerre |                                                |  |  |       |  |  |                                |  |  |                                 |  |
| Gualtiero V di Châtillon, conte di Porcien | Gualtiero IV di Châtillon-Saint-Pol |                                                              |                                                |  |  |       |  |  |                                |  |  |                                 |  |
|                                            |                                     | Isabella di Villehardouin, signora di Crécy                  | Guglielmo I, signore di Villehardouin          |  |  |       |  |  |                                |  |  |                                 |  |
|                                            |                                     | Isabella di Villehardouin, signora di Crécy                  | Guglielmo I, signore di Villehardouin          |  |  |       |  |  |                                |  |  |                                 |  |
|                                            |                                     | Isabella di Villehardouin, signora di Crécy                  | Margherita di Mello                            |  |  |       |  |  |                                |  |  |                                 |  |
| Giovanna di Châtillon                      |                                     | Isabella di Villehardouin, signora di Crécy                  |                                                |  |  |       |  |  |                                |  |  |                                 |  |
|                                            |                                     | Roberto I di Dreux, visconte di Beu                          | Roberto III, conte di Dreux                    |  |  |       |  |  |                                |  |  |                                 |  |
|                                            |                                     | Roberto I di Dreux, visconte di Beu                          | Roberto III, conte di Dreux                    |  |  |       |  |  |                                |  |  |                                 |  |
|                                            |                                     | Roberto I di Dreux, visconte di Beu                          | Eleonora, signora di Saint-Valery-sur-Somme    |  |  |       |  |  |                                |  |  |                                 |  |
| Isabella di Dreux                          |                                     | Roberto I di Dreux, visconte di Beu                          |                                                |  |  |       |  |  |                                |  |  |                                 |  |
|                                            |                                     | Isabella di Villebéon, signora di Bagneux                    | Adamo II di Villebéon, signore di Mesnil-Aubry |  |  |       |  |  |                                |  |  |                                 |  |
|                                            |                                     | Isabella di Villebéon, signora di Bagneux                    | Adamo II di Villebéon, signore di Mesnil-Aubry |  |  |       |  |  |                                |  |  |                                 |  |
|                                            |                                     | Isabella di Villebéon, signora di Bagneux                    | Alice di Garlande                              |  |  |       |  |  |                                |  |  |                                 |  |
|                                            |                                     | Isabella di Villebéon, signora di Bagneux                    |                                                |  |  |       |  |  |                                |  |  |                                 |  |